# Callerya scandens
Callerya scandens är en ärtväxtart som först beskrevs av Stephen Troyte Dunn, och fick sitt nu gällande namn av Anne M. Schot. Callerya scandens ingår i släktet Callerya och familjen ärtväxter. Inga underarter finns listade i Catalogue of Life.